# Санидин
Саниди́н (англ. Sanidine) — минерал, формула K(AlSi3)O8,
типичные примеси Fe, Ca, Na, H2O,
молекулярный вес 274,30.
Происхождение названия — от греческого sanis — «табличка» и idos — «вид», из-за его таблитчатого габитуса.
IMA статус — действителен, описан впервые до 1959 (до IMA).
Год открытия — 1808 год.

## Классификация
Strunz (8-е издание) — 8/J.06-20 

Dana (8-е издание) — 76.1.1.2 

Hey's CIM Ref. — 16.3.7

## Физические свойства
Цвет минерала — бесцветный, белый, серый, желтовато-белый, красновато-белый, цвет черты — белый, 
прозрачный или полупрозрачный, блеск — стеклянный.
Спайность по {001} совершенная, по {010} ясная,
твердость по шкале Мооса — 6.
Излом — неровный, раковистый, отдельность — {100}.
Плотность (измеренная) — 2,56 — 2,62 g/cm³, (расчетная) — 2,56 g/cm³.
Радиоактивность (GRapi) — 152,94.

## Оптические свойства
Тип преломления — двухосный (-),
показатели преломления:	nα = 1,518 - 1,525 nβ = 1,523 - 1,530 nγ = 1,525 - 1,531,
угол 2V	измеренный: 60° , рассчитанный: 48° до 64°.
Максимальное двулучепреломление	δ = 0,007,
оптический рельеф — низкий,
дисперсия оптических осей:	r < v видимая

## Кристаллографические свойства
Моноклинная сингония, пространственная группа B 2/m (C 2/m в нестандартной установке),
параметры ячейки a = 0,86 нм, b = 1,303 нм, c = 0,717 нм, β = 116,03°.
Двойникование: карлсбадские двойники обычны, бавенские и манебахские случаются редко.